# Ułytau
Ułytau (kaz. Ұлытау, Ułytau; ros. Улутау, Ułutau; Улытау, Ułytau) – masyw górski w Kazachstanie, w południowo-zachodniej części Pogórza Kazachskiego. Najwyższy szczyt ma wysokość 1133 m n.p.m. 
Masyw zbudowany jest głównie z granitów. Zbocza są skaliste, poprzecinane dolinami rzek okresowych. W szczelinach skalnych występują trawy stepowe, bylice i przęśle. Rumowiska skalne porośnięte są krzewami.